# Yaya
«Yaya» (стилизовано под маюскул) — песня американского рэпера 6ix9ine, выпущенная 3 июля 2020 года одновременно с музыкальным клипом в качестве третьего сингла со второго студийного альбома TattleTales, который был выпущен 4 сентября 2020 года. Песня была написана Даниэлем Эрнандесом, Анасом Рахмуном, Эдгаром Земпером, Джоном Айинброром, Кедином Майсонетом, Луианом Малаве, Пабло Фуэнтесом и Ксавье Семпером и спродюсирована Ramoon и Ransom Beatz.

## Предыстория
6ix9ine впервые объявил о песне и дате её выхода 27 июня 2020 года в историях в Instagram. Он подтвердил название трека в видео в Instagram 29 июня и назвал песню с его вокалом на испанском языке своей «лучшей на данный момент». Это уже третья латиноамериканская песня 6ix9ine, следом за песнями с Dummy Boy «Bebe» и «Mala», в которых фигурирует пуэрто-риканский певец Ануэль АА.

## Музыкальное видео
Как и в случае с «Gooba» и «Trollz», клип был снят в доме 6ix9ine в гостиной во время нахождения под домашним арестом. Видеоклип был выпущен вместе с песней.

## Коммерческий успех
«Yaya» дебютировала под номером 99 в Billboard Hot 100, наравне с «Gotti» став самым низким показателем в чарте среди синглов 6ix9ine на сегодняшний день. Это коммерческий провал по сравнению с его предыдущим синглом «Trollz», который достиг высшей позиции под номером один за три недели до этого.
В Европе песня имела умеренный успех, достигнув 8-й позиции в Венгрии, 46-й в Швейцарии и 87-й в Великобритании, став одной из наименее успешных песен в его карьере.

## Творческая группа
По данным Tidal и YouTube.
- 6ix9ine – ведущий исполнитель, автор песни
- Анас Рахмун – автор песни
- Эдгар Семпер – автор песни
- Джон Айинбор – автор песни
- Кедин Майсонет – автор песни
- Луиан Малаве – автор песни
- Пабло Фуэнтес – автор песни
- Ксавье Семпер – автор песни
- Алекс Солис - арт-директор, дизайн

## Чарты
| Чарт (2020)                         | Высшая позиция |
| ----------------------------------- | -------------- |
| Аргентина (Argentina Hot 100)       | 85             |
| Австрия (Ö3 Austria Top 40)         | 53             |
| Канада (Billboard Canadian Hot 100) | 95             |
| Венгрия (Single Top 40)             | 8              |
| Новая Зеландия (RMNZ)               | 35             |
| Швейцария (Schweizer Hitparade)     | 46             |
| Великобритания (OCC UK Singles)     | 87             |
| США (Billboard Hot 100)             | 99             |

## История релиза
| Регион    | Дата        | Формат                                         | Лейбл                        | Прим.                              |
| --------- | ----------- | ---------------------------------------------- | ---------------------------- | ---------------------------------- |
| Различный | 3 июля 2020 | Цифровая дистрибуция стриминг 7-дюймовый сингл | Scumgang Create 10K Projects | [ 17 ] [ 18 ] [ 19 ] [ 20 ] [ 21 ] |